# بلنی‌های پرچمی
بلنی‌های پرچمی (نام علمی: Chaenopsidae) نام یک تیره از زیرراسته بلنی است.